# 굴리엘모 스텐다르도
굴리엘모 스텐다르도(이탈리아어: Guglielmo Stendardo, 1981년 5월 6일 ~ )는 이탈리아의 전 축구 선수이다.
그의 형제인 마리아노 역시도 축구선수이다.